# ديفيد هايد بيرس
ديفيد هايد بيرس (بالإنجليزية: David Hyde Pierce)‏ (و. 1959  م) هو ممثل تلفزي، وممثل دوبلاج، وممثل مسرحي، وممثل أفلام، ومؤدي أصوات، ومخرج مسرحي أمريكي، ولد في ساراتوغا سبرينغس، نيويورك.

## التعليم
تعلم في جامعة ييل.

## جوائز وترشيحات
حصل على جوائز منها:
- جائزة إيزابيلا ستيفنسون [الإنجليزية]‏ (2010)
- جائزة توني عن فئة أفضل ممثل في مسرحية موسيقية  [لغات أخرى]‏ (2007).

ترشح لـ:
- جائزة توني لأفضل ممثل في مسرحية  [لغات أخرى]‏ (2013).

## وصلات خارجية
- ديفيد هايد بيرس على موقع IMDb (الإنجليزية)
- ديفيد هايد بيرس على موقع روتن توميتوز (الإنجليزية)
- ديفيد هايد بيرس على موقع ألو سيني (الفرنسية)
- ديفيد هايد بيرس على موقع ميوزك برينز (الإنجليزية)
- ديفيد هايد بيرس على موقع تيرنر كلاسيك موفيز (الإنجليزية)
- ديفيد هايد بيرس على موقع أول موفي (الإنجليزية)
- ديفيد هايد بيرس على موقع قاعدة بيانات برودواي على الإنترنت (الإنجليزية)
- ديفيد هايد بيرس على موقع قاعدة بيانات برودواي على الإنترنت (الإنجليزية)
- ديفيد هايد بيرس على موقع قاعدة بيانات الأفلام السويدية (السويدية)
- ديفيد هايد بيرس على موقع إن إن دي بي (الإنجليزية)